# Chiripa (Ingavi)
Chiripa ist eine Ortschaft im Departamento La Paz im südamerikanischen Anden-Staat Bolivien.

## Lage im Nahraum
Die Ortschaft Chiripa liegt im Kanton Taraco im Municipio Taraco in der Provinz Ingavi auf einer Höhe von 3851 m am Titicacasee. Die Ortschaft hat der archäologischen Fundstätte Chiripa ihren Namen gegeben, die sich von Chiripa aus am nördlichen Ufer der Taraco-Halbinsel entlangzieht, welche im Wiñaymarka genannten südlichen Abschnitt des Sees liegt.

## Geographie
Chiripa liegt auf dem bolivianischen Altiplano zwischen den Anden-Gebirgsketten der Cordillera Occidental im Westen und der Cordillera Central im andinen Trockenklima des Altiplano und war in den vergangenen drei Jahrtausenden von deutlichen Wasserspiegel-Schwankungen des Sees betroffen. Das Klima der Region ist ein typisches Tageszeitenklima, bei dem die mittlere Temperaturschwankung im Tagesverlauf deutlicher ausfällt als im Ablauf der Jahreszeiten.
Der mittlere Jahresniederschlag beträgt etwa 580 mm, die Monatswerte schwanken zwischen unter 15 mm in den Monaten Juni bis August und zwischen 100 und 120 mm von Dezember bis Februar. Die mittlere Durchschnittstemperatur der Region liegt bei 9 °C (siehe Klimadiagramm Batallas), die Monatswert schwanken nur unwesentlich zwischen 6 °C im Juli und 10 °C im November und Dezember.

## Verkehrsnetz
Chiripa liegt in einer Entfernung von 94 Straßenkilometern westlich von La Paz, der Hauptstadt des Departamentos.
Von La Paz führt die asphaltierte Nationalstraße Ruta 2 in westlicher Richtung 13 Kilometer bis El Alto, von dort die Ruta 1 über 40 Kilometer nach Südwesten über Laja nach Lloko Lloko. Bei Lloko Lloko zweigt eine unbefestigte Landstraße nach Nordwesten ab und erreicht nach weiteren 40 Kilometern Chiripa.

## Bevölkerung
Die Einwohnerzahl der Ortschaft ist in den vergangenen beiden Jahrzehnten auf fast das Doppelte angestiegen:
| Jahr | Einwohner | Quelle       |
| ---- | --------- | ------------ |
| 1992 | 201       | Volkszählung |
| 2001 | 313       | Volkszählung |
| 2010 | 372       | Volkszählung |
| 2024 |           | Volkszählung |

Die Region weist einen hohen Anteil an Aymara-Bevölkerung auf, im Municipio Tiahuanacu sprechen 95,7 Prozent der Bevölkerung Aymara.